# Arteriae gastricae breves

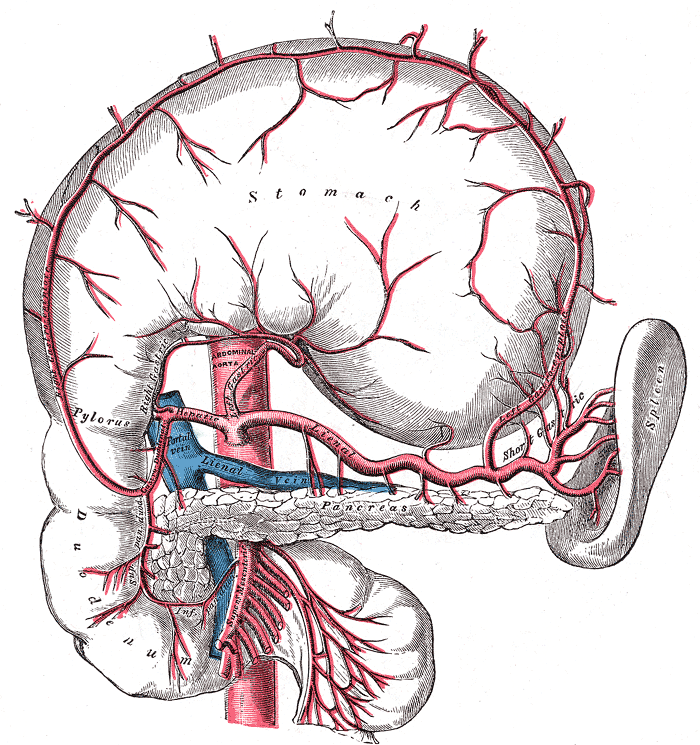
Truncus coeliacus

Die Arteriae gastricae breves (v. lat. gaster „Magen“ und brevis „kurz“; „kurze Magenarterien“) sind mehrere kurze arterielle Blutgefäße, die aus dem Endabschnitt der Milzarterie entspringen. Beim Menschen sind fünf bis sieben solcher Aa. gastricae breves ausgebildet. Sie ziehen von links nach rechts im großen Netz zur großen Kurvatur des Magens, wo sie mit der Arteria gastroomentalis dextra und der Arteria gastroomentalis sinistra anastomosieren. Die Arteriae gastricae breves versorgen vor allem die Wand des Magengrunds (Fundus). 